# Fast part
Fast part kallas den del av en lina som man inte arbetar med då man slår en knop på linan. Den fria ändan som man gör knopen med kallas linans löpande part eller mer vardagligt sladd eller tamp.
Pålstek är ett exempel på knop med fast part.

## Fotnoter
1. 1 2  Knop, stek & splits, sid 12.